# FN FAL
Fusil Automatique Léger (dansk: let automatriffel) eller FAL er en automatriffel i kaliber 7.62 x 51 mm NATO, fremstillet af FN Herstal under den kolde krig. Den blev brugt af af mange NATO-lande og enkelte andre lande. 

## Historie
I 1947 blev den første FN FAL-prototype færdig. Efter prøver med denne prototype i 1948 bad den britiske hær FN Herstal bygge yderligere prototyper, inklusive en kompakt model i kaliber .280 Britisk. FN besluttede dog at vende tilbage til deres første design.
I 1950 fremviste Storbritannien prototypen og den britiske EM-2, begge i .280 Britisk til de amerikanske styrker til sammenligning med den daværende amerikanske favorit, Earle Harveys T25. Man håbede, at en fælles riffel og ammunition ville blive valgt som standard i alle NATO-lande.
Efter at have testet våbnene foreslog amerikanske militærfolk, at FN designede riflen til at affyre den amerikanske .30 Light Rifle patron. FN fulgte opfordringen, da briterne alligevel så ud til at foretrække deres egen EM-2 riffel. 
I 1951 slog FN en handel af med USA, så de kunne producere deres riffel afgiftfrit i USA. Samme måned valgte briterne deres EM-2 og .280 Britisk patron. Denne beslutning blev dog omgjordt da partiet Labour mistede kontrollen med parlamentet, og Winston Churchill vendte tilbage som premierminister. Man mener, at der blev slået en handel af mellem Churchill og den amerikanske præsident Harry Truman i 1952, da briterne pludselig accepterede den amerikanske .30 Light Rifle-ammunition som NATO-standard til gengæld for, at USA indførte FN FAL som fælles NATO-standard. Ammunitionen .30 Light Rifle blev senere standardiseret som 7.62 x 51 mm NATO, men USA insisterede på at fortsætte med yderligere tests af rifler. 
FN FAL omkalibreret efter amerikanernes ønsker blev testet imod T25 og en M1 Garand-variant, T44. T44 vandt kontrakten og blev indført som M14 i USA's militær. I mellemtiden valgte de fleste andre NATO-lande FN FAL som standardriffel.
FN Herstal skabte, hvad der nok er den mest klassiske riffel fra tiden efter 2. verdenskrig. Den er blevet beskrevet som "Den frie verdens højre hånd." FAL-riflen og dens modpart i Warzawapagt-landene AK-47 blev udleveret til soldater på hver sin side af jerntæppet. I vesten var FAL-riflens primære konkurrent den tyske Heckler & Koch G3 der også blev indført i Danmark i 1975.
FAL fungerer ved hjælp af et gasdrevet genladesystem meget lig det i den amerikanske Browning Automatic Rifle. FAL-riflens magasinkapacitet spænder fra 5- til 30-skuds-magasiner, men standarden var magasiner med 20 skud.
På trods af den tunge 7.62 mm-ammunition er FAL-riflens rekyl relativt let som følge af riflens vægt og det gasdrevne genladesystem. Ved fuldautomatisk skydning bliver rekylet dog betragteligt.